# Montbéliardot
Montbéliardot é uma comuna francesa na região administrativa de Borgonha-Franco-Condado, no departamento de Doubs. Estende-se por uma área de 3,8 km². Em 2010 a comuna tinha 118 habitantes (densidade: 31,1 hab./km²).